# Antykamera
Antykamera – salka dla dworzan i służby poprzedzająca pokój paradny lub sypialny, również przedpokój, przedsionek lub pomieszczenie sąsiadujące z salą, pokojem o określonym przeznaczeniu (np. sypialnią, izbą przyjęć). 
Antykamera pojawiła się w XVI - XVIII wieku we wnętrzach pałacowych, apartamentach królewskich i magnackich. Spełniała funkcję półreprezentacyjną, często służyła jako pokój dworzan, ich poczekalnia i jadalnia. Antykamera służyła również za poczekalnię dla oczekujących na audiencję, a niekiedy za podręczną jadalnię.